# Dufourea carinata
Dufourea carinata är en biart som först beskrevs av Popov 1959.  Dufourea carinata ingår i släktet solbin, och familjen vägbin. Inga underarter finns listade i Catalogue of Life.